# Parazygiella carpenteri
Parazygiella carpenteri là một loài nhện trong họ Araneidae.
Loài này thuộc chi Parazygiella. Parazygiella carpenteri được miêu tả năm 1951 bởi Archer.